# Minneapolis (motorfiets)
Minneapolis is een historisch motorfietsmerk.
De bedrijfsnaam was Minneapolis Motorcycle Co., 517 south Street, later Minneapolis Motor Co., 511-513 First Avenue, N.E. Minneapolis, Minnesota.
Minneapolis was een Amerikaans merk in 1901 begon met de bouw van motorfietsen. Er werden eencilinders en V-twins met twee versnellingen en blokmotor gemaakt, die al telescoopvorken hadden. Daarnaast produceerde Minneapolis ook driewielige transportvoertuigen. De productie werd in 1915 beëindigd.